# Milan Marčok
Milan Marčok, né le 5 mars 1939 à Zámostie et mort le 9 avril 2025,, est un universitaire et homme politique slovaque. Il a notamment été président de la région de Banská Bystrica.

## Biographie
Milan Marčok fait des études à la faculté des sciences de l'École supérieure de pédagogie de Bratislava. De 1960 à 1967, il enseigne dans un lycée de Zvolen avant de devenir maître-assistant au département de mathématiques et physique de la faculté du bois de la Vysoká škola lesnícka a drevárska (École supérieure du bois et de la forêt). En 1980, il est nommé maître de conférences et en 1989 professeur de physique appliquée. Après avoir exercé les fonctions de vice-doyen et de vice-recteur, il devient recteur de 1995 à 2001 de l'école devenue en 1991 Université technique de Zvolen (TUZVO).
De 2001 à 2005, il exerce la présidence de la Région de Banská Bystrica.